# Brian Douglas Wells
Pour les articles homonymes, voir Wells.
Brian Douglas Wells, né le 15 novembre 1956 et mort le 28 août 2003 à Érié, est un livreur de pizza américain qui a été tué par une bombe à minuteur fixée à son cou, sous la contrainte, à Érié en août 2003. Ayant été appréhendé par la police pour le braquage d'une banque, Brian Wells a été tué par l'explosion de la bombe. Cette affaire étrange a été l'objet de beaucoup d'attention dans les médias américains, notamment quant au rôle exact de Wells.

## Enquête
L'enquête indique que lui et deux de ses complices présumés ont cherché à planifier un braquage de banque en utilisant une victime, contrainte d'agir par une bombe placée sur elle. Wells accepte de jouer la victime avec une fausse bombe, prétendant qu'il a été forcé par un groupe d'hommes noirs. Cependant, se retournant contre lui, les autres complices forcent finalement Wells à utiliser une vraie bombe. 
Lors de l'intervention de la police dans la banque et peu avant l'arrivée des démineurs, les complices font finalement exploser la bombe, probablement pour se débarrasser du témoin gênant, le tout sous l'œil des caméras de télévision. Marjorie Diehl-Armstrong et Kenneth Barnes, deux des complices encore en vie lors des procès liés à l'affaire, sont respectivement condamnés à la prison à vie et à 45 ans de prison. La première meurt d'un cancer du sein en 2017. Toutefois, ces condamnations ne portent pas sur le meurtre de Brian Wells lui-même, mais sur des éléments liés, comme le fait de braquer une banque en utilisant un engin explosif ou la participation à une conspiration. 
Marjorie Diehl-Armstrong est considérée par l'enquête comme le cerveau de cette opération, montée avec l'un de ses proches, William Rothstein, mort d'un cancer quelques mois après le braquage. S'ajoutent à cette affaire plusieurs questions, comme l'implication de Brian Douglas Wells lui-même dans la conspiration visant à braquer la banque, la mort de son collègue à la pizzeria quelques jours après le casse et surtout les rôles précis joués par Marjorie Deihl-Armstrong, William Rothstein, Kenneth Barnes, à la fois dans la conception du dispositif explosif et la rédaction des notes jointes à celui-ci. De plus, le motif du crime reste incertain, même si une affaire d'héritage dans la famille de Marjorie Deihl-Armstrong est la piste privilégiée. Cette dernière est condamnée à 20 ans de prison en 2005 pour le meurtre de Roden, son petit ami, dont le cadavre a été retrouvé quelques semaines après le braquage dans son congélateur après un appel aux policiers de William Rothstein.

### Version alternative
Selon le témoignage de Jessica Hoopsik, une prostituée que Wells payait pour des relations sexuelles et avec qui il s'était lié d'amitié, Brian était une victime. Elle raconte que Kenneth Barnes, qui lui vendait du crack, l'avait introduite dans le cercle des conspirateurs pour la charger de trouver quelqu'un de manipulable en échange de 1 500 dollars sans lui dire quel rôle devrait jouer cette personne. Utilisant un prétexte, Jessica fit venir Wells chez Ken Barnes pour le leur montrer et qu'ils puissent le jauger. 
Le jour du braquage, Bob Pinetti, qui travaillait avec Brian, fit en sorte que son collègue prenne la commande de Bill Roshtein, le projetant ainsi droit dans le piège. À son arrivée sur le lieu de livraison, une tour radio abandonnée, Wells rencontre Diehl et Barnes, qu'il avait donc déjà rencontrés, et engage la conversation tout en mangeant la pizza. Cependant, Wells devient nerveux quand un complice apparaît derrière lui, le dispositif dans les mains. Le livreur tente de s'enfuir, mais est maîtrisé et forcé à mettre le collier. On lui remet la canne-fusil et une liste d'indications lui permettant de trouver les clés pour se délivrer de la bombe. En cas d'arrestation, il devra dire qu'un groupe d'hommes noirs l'a attaqué.

## Culture populaire
Son meurtre fait l'objet d'une série documentaire Les Génies du mal (Evil Genius: The True Story of America's Most Diabolical Bank Heist) de Barbara Schroeder, produite par Netflix et sortie en mai 2018.